# 大倉鼠屬
大倉鼠屬（学名：Tscherskia）为哺乳綱、囓齒目、倉鼠科的一屬，而與大倉鼠屬（大倉鼠）同科的動物尚有毛足鼠屬（小毛足鼠）、中倉鼠屬（羅馬尼亞中倉鼠）等之數種哺乳動物。

## 下属物种
本属包括以下物种：
- 大倉鼠 Tscherskia triton (De Winton, 1899)